# ريكاردو كادينا
ريكاردو كادينا (بالإسبانية: Ricardo Cadena) هو لاعب كرة قدم مكسيكي، ولد في 23 أكتوبر 1969 في غوادالاخارا في المكسيك. شارك مع منتخب المكسيك لكرة القدم. أما مع النوادي، فقد لعب مع كلوب ليون ونادي تشياباس ونادي تيخوانا ونادي غوادالاخارا.

## وصلات خارجية
- ريكاردو كادينا على موقع الاتحاد الدولي (مؤرشف)  (الإنجليزية)
- ريكاردو كادينا على موقع قاعدة بيانات كرة القدم.إي يو (الإنجليزية)
- ريكاردو كادينا على موقع ناشيونال فوتبول تيمز (الإنجليزية)
- ريكاردو كادينا على موقع أوليمبيديا (الإنجليزية)